# Grand Prix 1939
Grand Prix-säsongen 1939 var det sjunde Europamästerskapet för Grand Prix-förare. På grund av andra världskrigets utbrott kunde AIACR aldrig samlas och utse en mästare. Hermann Paul Müller borde vunnit, baserat på gällande poängsystem, men den tyska motorsportorganisationen utsåg Hermann Lang till europamästare.

## Slutställning EM
| Placering | Förare                  | Poäng |
| --------- | ----------------------- | ----- |
| 1         | Hermann Paul Müller     | 12    |
| 2         | Hermann Lang            | 14    |
| 3         | Rudolf Caracciola       | 17    |
| 4         | Manfred von Brauchitsch | 19    |
| =         | Tazio Nuvolari          | 19    |
| 6         | Rudolf Hasse            | 20    |
| =         | René Dreyfus            | 20    |

## Grand Prix i EM
| Grand Prix            | Bana              | Vinnande förare     | Vinnande tillverkare |
| --------------------- | ----------------- | ------------------- | -------------------- |
| Belgiens Grand Prix   | Spa-Francorchamps | Hermann Lang        | Mercedes-Benz        |
| Frankrikes Grand Prix | Reims             | Hermann Paul Müller | Auto Union           |
| Tysklands Grand Prix  | Nürburgring       | Rudolf Caracciola   | Mercedes-Benz        |
| Schweiz Grand Prix    | Bremgarten        | Hermann Lang        | Mercedes-Benz        |

## Grand Prix utanför mästerskapet
| Grand Prix                | Bana                  | Vinnande förare     | Vinnande tillverkare |
| ------------------------- | --------------------- | ------------------- | -------------------- |
| Sydafrikas Grand Prix     | Prince George Circuit | Luigi Villoresi     | Maserati             |
| Paus Grand Prix           | Circuit de Pau-Ville  | Hermann Lang        | Mercedes-Benz        |
| Road Championship         | Brooklands            | Arthur Dobson       | ERA                  |
| Tripolis Grand Prix       | Mellaha               | Hermann Lang        | Mercedes-Benz        |
| Paris Cup                 | Montlhéry             | Jean-Pierre Wimille | Bugatti              |
| Finlands Grand Prix       | Djurgårdsloppet       | Adolf Westerblom    | Alfa Romeo           |
| Eifelrennen               | Nürburgring           | Hermann Lang        | Mercedes-Benz        |
| Frontières Grand Prix     | Chimay                | Maurice Trintignant | Bugatti              |
| Bukarest Grand Prix       | Bukarest              | Hans Stuck          | Auto Union           |
| Remparts Grand Prix       | Angoulême             | Raymond Sommer      | Alfa Romeo           |
| Campbell Trophy           | Brooklands            | Raymond Mays        | ERA                  |
| Belgrad City Race         | Belgrad               | Tazio Nuvolari      | Auto Union           |
| Rio de Janeiro Grand Prix | Gávea                 | Manuel de Teffé     | Maserati             |